# حقوق بین‌الملل خصوصی
حقوق بین‌الملل خصوصی شاخه ای از علم حقوق است که به مطالعه قواعد حقوقی حاکم بر روابط اشخاص حقوق خصوصی در پهنه بین‌المللی می‌پردازد. مقررات حقوق بین‌الملل خصوصی مشخص می‌کند که در صورت اختلاف قوانین در نظام‌های حقوقی مختلف در یک رابطهٔ بین‌المللی کدام قانون بایستی به اجرا گذاشته شود، به همین جهت در کشورهای انگلیسی‌زبان و پیرو حقوق کامن‌لا معمولاً از اصطلاح تعارض قوانین در اشاره به این شاخه از حقوق استفاده می‌شود.
تقسیم جغرافیای اشخاص، وضعیت حقوقی بیگانگان و مسئله تعارض‌ها (مانند تعارض قوانین و تعارض دادگاه) سه موضوع اصلی حقوق بین‌الملل خصوصی است. اصطلاح حقوق بین‌الملل خصوصی نخستین بار از سوی ژوزف استوری در سال ۱۸۳۴ و سپس توسط دیگر نویسندگان به‌کار گرفته شد.
قواعد حقوق بین‌الملل خصوصی به دو دسته قواعد ماهوی و قواعد شکلی تقسیم می‌شود. قواعد ماهوی، قواعدی است که موضوع مورد بحث را به‌طور مستقیم حل می‌کند. اما قواعد شکلی قواعدی است که مسئله را به‌طور مستقیم حل نمی‌کند، بلکه تنها مشخص می‌کند که قانون کدام کشور بر مسئله حاکم است. قواعد حقوق بین‌الملل هر کشور از سوی مراجع قانون‌گداری همان کشور وضع می‌گردد.
حقوق بین‌الملل خصوصی از برخی جهات مانند برخورداری از ضمانت اجرای مؤثر و شیوه حل مسایل شبیه حقوق خصوصی داخلی است و از برخی جهات، مانند منابع و زمینه روابط حقوقی، متفاوت با آن است. بدین ترتیب که حقوق بین‌الملل خصوصی از هر دو منابع داخلی و بین‌المللی بهره می‌جوید و از روابط حقوقی دارای عامل خارجی بحث می‌کند، در حالی که منابع حقوق خصوصی داخلی صرفاً داخلی است و موضوع بحث آن روابط حقوقی فاقد عامل خارجی است.

## قراردادها
بسیاری از قراردادها و دیگر اشکال الزام اور قانونی شامل یک بند صلاحیت یا داوری هستند که مجرای دعوی قضایی برای طرفین را مشخص می‌کند. در اتحادیه اروپا این با قوانین یک رم برقرار می شود.